# Unionsopløsningen
Unionsopløsningen betegner den periode, hvor opløsningen af Den svensk-norske union fandt sted, som oftest afgrænset til november 1904 til 26. oktober 1905. Unionen blev først opløst ensidigt af Norge den 7. juni 1905 og derefter formelt af begge parter den 26. oktober samme år. Unionsopløsningen kom i stand efter flere år med uenigheder mellem Norge og Sverige om flere forhold. Norske politikere ønskede unionsbrud, mens flere svenske mente, at Norge havde for mange friheder inden unionen. Unionsopløsningen kom i stand i en proces, hvor øget nationalisme og økonomiske uligheder fremkaldte udbredt unionsskepsis fra norsk side. Flere svenskere så også med bekymring på smitteeffekten fra det radikale Norges indførelse af almen valgret, parlamentarisme og begrænset kongemagt kunne have på Sverige.
Allerede fra begyndelsen i 1814 var unionen formel, og Norge havde i høj grad varetaget sine grundlovsbestemte rettigheder. Unionen bestod formelt af, at den norske og den svenske konge var samme person, om end med to særskilte titler, og at norsk udenrigs- og handelspolitik var underlagt det svenske udenrigsministerium. Militæret skulle også have være en samlet enhed, men der var kun i mindre grad samarbejde mellem de to landes hære og flåder. Det relativt løse unionsbånd var i begyndelsen uproblematisk, men efterhånden blev en række symbolske sager vigtige for nordmændene. Blandt disse var ønsket om at fjerne den sjældent brugte rigsstatholder og ønsket om et rent norsk flag. I tillæg fik politiske sager som parlamentarismen og konsulatsagen større betydning, og den sidstnævnte, økonomisk motiverede sag blev afgørende for unionsbruddet.
Efter tre år med forsøgsvis forhandling mellem Høyre og Moderate Venstres samarbejdsregering, og den svenske regering brød samarbejdet mellem regeringerne i Norge og Sverige sammen i 1905, og derefter gik den nye norske regeringen ind for en mere direkte konfrontationslinje. Regeringen tog afsked efter at kongen nægtede at sanktionere en ny konsulatlov, men Oscar II godtog ikke afskeden før han kunne finde en alternativ regering. Den 7. juni tolkede Stortinget det til at betyde at Oscar IIs manglende evne til at etablere en regering var en faktisk abdikationserklæring, og Stortinget erklærede unionen for opløst. Dette kontroversielle vedtag blev ikke accepteret i Sverige, og forholdet mellem de to stater var i flere måneder anstrengt med tilløb til mobilisering og reel fare for militær konfrontation.
Det hele blev løst ved forhandlinger mellem de to lande i Karlstad i september 1905, den såkaldte Karlstad-konvention. Der blev fordeling og regulering af vandveje, forsvar, rensdyr-græsning, transit handel og voldgiftstraktater aftalt, og den 23. september blev de to parter enige, efter at det var en hvis krigsfrygt på begge sider af grænsen. Én måned og tre dage senere blev unionen formelt opløst, da kong Oscar 2. 26. oktober underskrev dokumenterne som anerkendte Norge som uafhængig stat, og samme dag abdicerede som norsk konge.